# مسیه ۸۱
مسیه ۸۱(به انگلیسی: Messier 81) (یا NGC 3031 یا کهکشان می‌باشد(به انگلیسی: Bode's Galaxy))یک کهکشان مارپیچی در فاصله ۱۲ میلیون سال نوری از ما است که در صورت فلکی دب اکبر قرار دارد. ام ۸۱ به خاطر مکان جاگیری اش در آسمان و هستهٔ فعالی که دارد، سوژه‌ای جذاب برای ستاره شناسان است.
قدر پایین این کهکشان و گسترهٔ آن در آسمان شب، ام ۸۱ را به یکی از اعضای محبوب فهرست مسیه برای آماتورها هم تبدیل می‌کند.

## نگارخانه

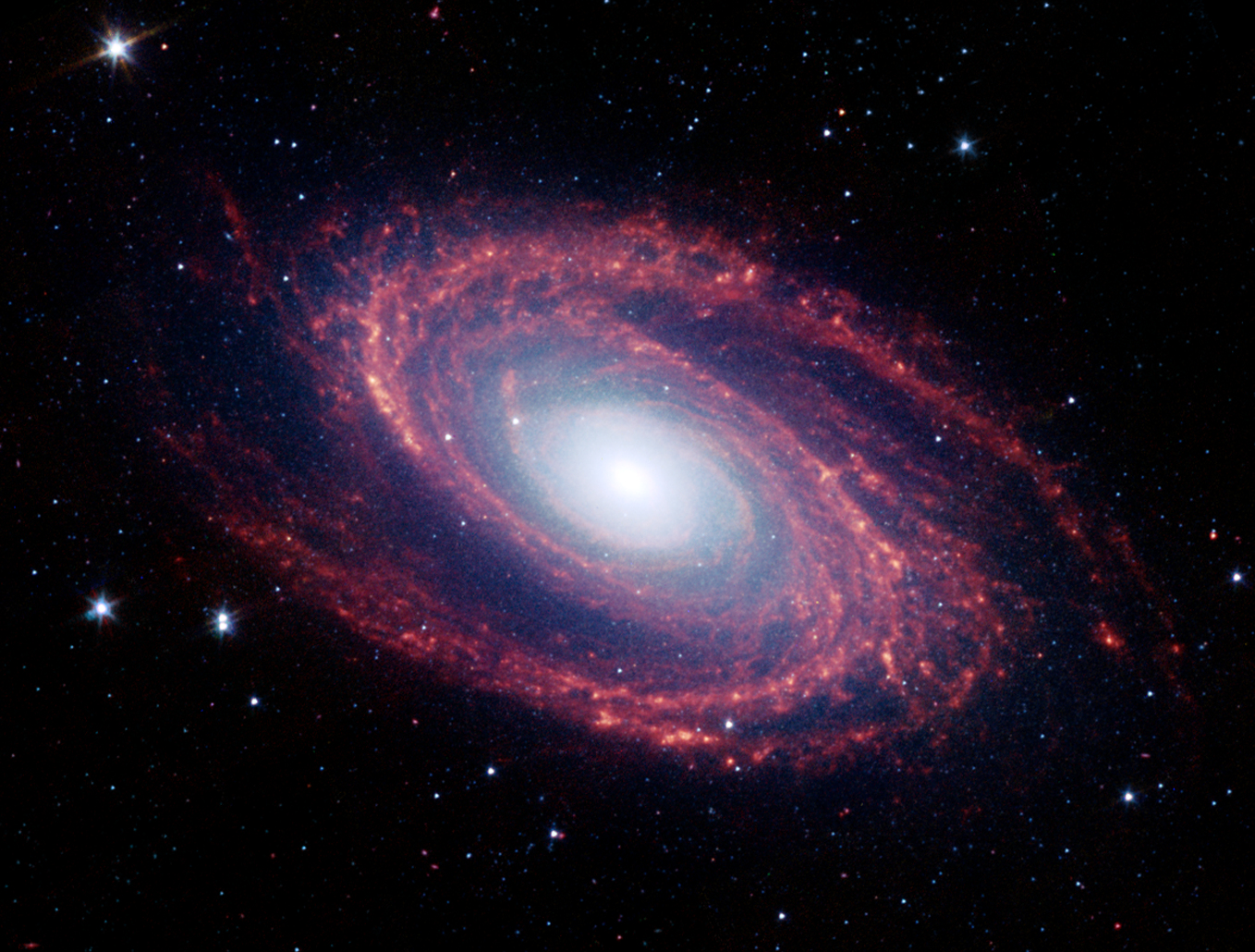